# Mambwene Mana
Mambwene Mana (ur. 10 października 1947) – kongijski piłkarz występujący na pozycji pomocnika. Uczestnik Mistrzostw Świata 1974.

## Kariera klubowa
Podczas MŚ 1974 reprezentował barwy klubu SM Sanga Balende.

## Kariera reprezentacyjna
Razem z reprezentacją Zairu Mambwene Mana uczestniczył w Mistrzostwach Świata 1974. Wystąpił tam we wszystkich 3 meczach ze reprezentacją Szkocji, reprezentacją Jugosławii i reprezentacją Brazylii.
Kilka miesięcy wcześniej wygrał z reprezentacją Puchar Narodów Afryki 1974. Mambwene Mana wystąpił w obu meczach finałowych tego turnieju przeciwko reprezentacji Zambii.